# Бернар I Гильом
Бернар I Гильом (Бернат I Гильом; фр. Bernard Guillaume, оксит. Bernat Guilhem, баск. Bernart Gilen; умер 25 декабря ок. 1009) — граф Гаскони и Бордо с ок. 996, старший сын герцога Гильома II Санше и Урраки Наваррской.

## Биография
Год рождения Бернара неизвестен. Впервые он вместе с младшим братом Саншем упоминается в хартии своего отца о восстановлении монастыря Сен-Север, датированной 993 годом.
Около 996 года умер герцог Гильом II, оставив двух малолетних сыновей. Гасконь унаследовал старший из них, Бернар. Опекуном стал его родственник — Гильом, брат графа Ажана Гарсии.
О правлении Бернара известно мало. Его имя стоит на нескольких хартиях. Он подтвердил дарения монастырю Сен-Север, сделанные его родителями, а также сделал несколько новых дарений. Последний раз его подпись стоит в хартии о дарении монастырю Сен-Север, датированной 3 апреля около 1009 года.
Хронист Адемар Шабанский сообщает, что Бернар умер из-за «порчи и колдовства некоей старой женщины». Аббат Монлезён считает, что Бернара отравили гасконцы «из-за его пристрастия к франкам». Согласно некрологу монастыря Сен-Север, Бернар умер 25 декабря. В «Истории аббатов Кондома» приведена хартия, датированная 29 июля 1011 года, в которой сообщается о пожертвовании епископа Ажана Гуго, сына покойного архиепископа Бордо Гомбо, Кондомскому монастырю для поминания нескольких представителей Гасконского дома, в том числе и Бернара. Ж. де Журген предположил, что Бернар умер в 1009 году.
Детей Бернар не оставил, поэтому ему наследовал младший брат Санш VI Гильом.